# Acroloxus arachleicus
Acroloxus arachleicus е вид коремоного от семейство Acroloxidae.

## Разпространение
Видът е разпространен в Русия (Бурятия).